# Десять центов с бюстом Свободы в колпаке
10 центов с бюстом Свободы в колпаке — монета США номиналом в 10 центов, которая чеканилась более 20 лет с перерывами с 1809 по 1837 год. На аверсе монеты изображён бюст женщины, символизирующей Свободу, во фригийском колпаке, а на реверсе белоголовый орлан — геральдический символ США. Имеет несколько разновидностей, отличающихся как аверсом так и реверсом. Монета практически идентична 25- и 50-центовым монетам (за исключением обозначения номинала, массы и диаметра).

## История
10 центов с бюстом Свободы в колпаке чеканились более 20 лет с 1809 по 1837 год.
Модернизация технологии чеканки привела к изменению в 1828 году некоторых деталей монеты, изменению диаметра и появлению типа «Capped Bust Small Size», чеканившегося до 1837 года..
Все монеты данного типа чеканились на монетном дворе Филадельфии.

## Изображение

### Аверс
На аверсе монеты изображён бюст женщины во фригийском колпаке. На основании колпака располагается надпись «LIBERTY». Под бюстом находится год, а вокруг него полукругом 13 звёзд (7 слева и 5 справа). На монетах, которые чеканились с 1828 года изображение Свободы стало меньшим и более рельефным — гравёр как бы «омолодил» Свободу; звёзды по бокам также уменьшились в размере.

### Реверс
На реверсе монеты находится белоголовый орлан с расправленными крыльями — символ США, — держащий в когтях стрелы и оливковую ветвь. По верхнему краю полукругом расположена надпись «UNITED STATES OF AMERICA». Под этой надписью присутствует девиз «E PLURIBUS UNUM» (лат. Во множестве едины).
Под изображением орлана располагалось обозначение номинала — «10 C.»

## Тираж
| Год  | Тираж                |
| ---- | -------------------- |
| 1809 | 51 065               |
| 1811 | 65 180               |
| 1814 | 421 500              |
| 1820 | 942 587 (около 5)    |
| 1821 | 1 186 512 (около 5)  |
| 1822 | 100 000 (около 5)    |
| 1823 | 440 000 (около 5)    |
| 1824 | 205 000 (около 5)    |
| 1825 | 205 000 (около 5)    |
| 1827 | 1 215 000 (около 10) |
| 1828 | 125 000 (около 10)   |
| 1829 | 770 000 (около 10)   |
| 1830 | 510 000 (около 10)   |
| 1831 | 771 350 (около 15)   |
| 1832 | 522 500 (около 15)   |
| 1833 | 485 000 (около 15)   |
| 1834 | 635 000 (около 15)   |
| 1835 | 1 410 000 (около 15) |
| 1836 | 1 190 000 (около 10) |
| 1837 | 359 500 (около 10)   |

(в скобках обозначено количество монет качества пруф)
Суммарный тираж монеты составляет около 11 миллионов экземпляров.